# Harry Griesbeck
Harry Griesbeck (* 22. August 1946) ist ein ehemaliger deutscher Fußballspieler und -trainer.

## Karriere
Griesbeck begann 1966/67 seine Lizenzspielerkarriere beim Aufsteiger FC Villingen 08 in der damals zweitklassigen Fußball-Regionalliga Süd. Der vom FC Schonach gekommene Angreifer entwickelte sich bei den Schwarz-Weißen vom Stadion Friedengrund an der Seite von Torhüter Karl Armbrust und Mittelläufer Klaus Bockisch zu einem gefährlichen Flügelstürmer und brachte es in zwei Runden zu 63 Regionalligaeinsätzen mit 13 Toren. Der ambitionierte VfL Bochum aus der Regionalliga West verpflichtete Griesbeck zur Runde 1968/69. Im ersten Jahr in Bochum belegte er mit dem VfL hinter Meister Rot-Weiß Oberhausen und Rot-Weiss Essen den dritten Rang, punktgleich mit dem Vizemeister RWE. An der Seite von Spielmacher Werner Krämer und Torjäger Hans Walitza feierte der Mann aus dem Schwarzwald 1969/70 die Meisterschaft im Westen und zog damit mit der Mannschaft von Trainer Hermann Eppenhoff in die Bundesligaaufstiegsrunde ein. 
Dort belegte Bochum hinter Aufsteiger Kickers Offenbach den zweiten Rang und Griesbeck wechselte zur Saison 1970/71 zum Süd-Regionalligisten VfR Heilbronn. Für Bochum hat er von 1968 bis 1970 50 Spiele mit neun Toren absolviert. In seiner ersten Spielzeit wurden die Rasenspieler Achter. Harry Griesbeck war mit 17 Saisontoren erfolgreichster Torschütze des VfR. 1972/73 spielte er gemeinsam mit Spielern wie Bernd Hoffmann, Martin Kübler, Karl Alber und Helmut Röhrig lange Zeit um den Aufstieg in die Bundesliga, belegte jedoch nach einer Schwächephase kurz vor Saisonende den sechsten Platz. Im Folgejahr qualifizierte man sich schließlich für die neugegründete 2. Fußball-Bundesliga Süd, wo man jedoch bereits nach einem Jahr in die 1. Amateurliga absteigen musste. Ein Grund hierfür war auch, dass Harry Griesbeck aufgrund einer langwierigen Verletzung lediglich zwei Saisonspiele bestreiten konnte.
Nach 137 Spielen und 44 Toren verließ Griesbeck den VfR Heilbronn. Von 1975 bis 1978 hat er für den SV Neckargerach in der 1. Amateurliga Nordbaden in 78 Ligaeinsätzen 35 Tore erzielt. In der Runde 1976/77 gewann er mit dem SV mit drei Punkten Vorsprung gegenüber dem SV Sandhausen die Meisterschaft und hatte dabei in 26 Ligaeinsätzen zwölf Tore an der Seite von Stephan Groß und Peter Gutzeit für den Dorfverein vom „Stadion in der Au“, malerisch am Ufer des Neckar gelegen, erzielt. Ab Mitte März 1976 hatte Reinhold Fanz sen. das Training der Mannschaft, welche von einem ortsansässigen Bauunternehmer finanziert wurde, übernommen. Beide Spiele gegen Sandhausen endeten mit einem Remis (2:2/1:1). In der Aufstiegsrunde zur 2. Bundesliga scheiterte er aber mit Neckargerach an der Konkurrenz durch SSV Ulm 1846, Freiburger FC und den SSV Reutlingen. Zur Saison 1978/79 schloss er sich dem VfB Eppingen in der Oberliga Baden-Württemberg an, mit dem er 1979/80 den 2. Platz belegte und dabei elf Tore erzielte. Nach dem Aufstieg lief er 1980/81 erneut in der 2. Bundesliga auf und absolvierte beim vergeblichen Kampf um den Klassenerhalt 29 Zweitligaspiele (6 Tore) unter Trainer Heiner Ueberle an der Seite von Mitspielern wie Volker Gebhardt, Erwin Rupp und Klaus Teichmann. Danach spielte er noch aktiv im Amateurlager für den FC Marbach und den FV Lauda.
Nach seiner aktiven Karriere war Harry Griesbeck beim VfR Heilbronn als Trainer tätig und trainiert momentan eine Jugendmannschaft des VfB Bad Rappenau.